# Louis de Bourbon-Condé (1709-1771)
 (avril 2012).
Si vous disposez d'ouvrages ou d'articles de référence ou si vous connaissez des sites web de qualité traitant du thème abordé ici, merci de compléter l'article en donnant les références utiles à sa vérifiabilité et en les liant à la section « Notes et références ».
Pour les articles homonymes, voir Louis de Bourbon-Condé.
Louis de Bourbon-Condé, comte de Clermont-en-Argonne, abbé de Saint-Germain-des-Prés (1737) et du Bec, né à Versailles le 15 juin 1709 et mort à Paris le 16 juin 1771, est un prince du sang français, ecclésiastique et militaire du XVIIIe siècle. Il est grand-maître de la première Grande Loge de France de 1743 à sa mort en 1771.

## Biographie

### Origines et jeunesse
Louis de Bourbon-Condé est le benjamin de Louis III de Bourbon-Condé (1668-1710), prince de Condé, et de Mademoiselle de Nantes (1673-1743).

### Carrière ecclésiastique
Il est nommé abbé commendataire de Saint-Claude (7 mai 1718), de l'abbaye de Buzay en 1733 puis de Marmoutiers, Cercamp, de Chaalis en 1736 et du Bec. À Chaalis, il entreprit d'immenses travaux, sous la direction de l'architecte Jean Aubert, qui ruinèrent l'abbaye dont les moines durent se disperser. Il se démit de Saint-Claude lorsqu'il reçut du roi l'abbaye de Saint-Germain-des-Prés (15 août 1737) ; il obtint ses bulles le 26 août suivant et en prit possession le 7 septembre par dom René Laneau, supérieur général de la congrégation de Saint-Maur.
En 1737-1741, il fit restaurer les biens de la manse abbatiale de Saint-Germain-des-Prés par son architecte Jacques Hardouin-Mansart de Sagonne. Le palais abbatial et le château de Berny, résidence d'été des abbés, furent remis au goût du jour dans le style rocaille.

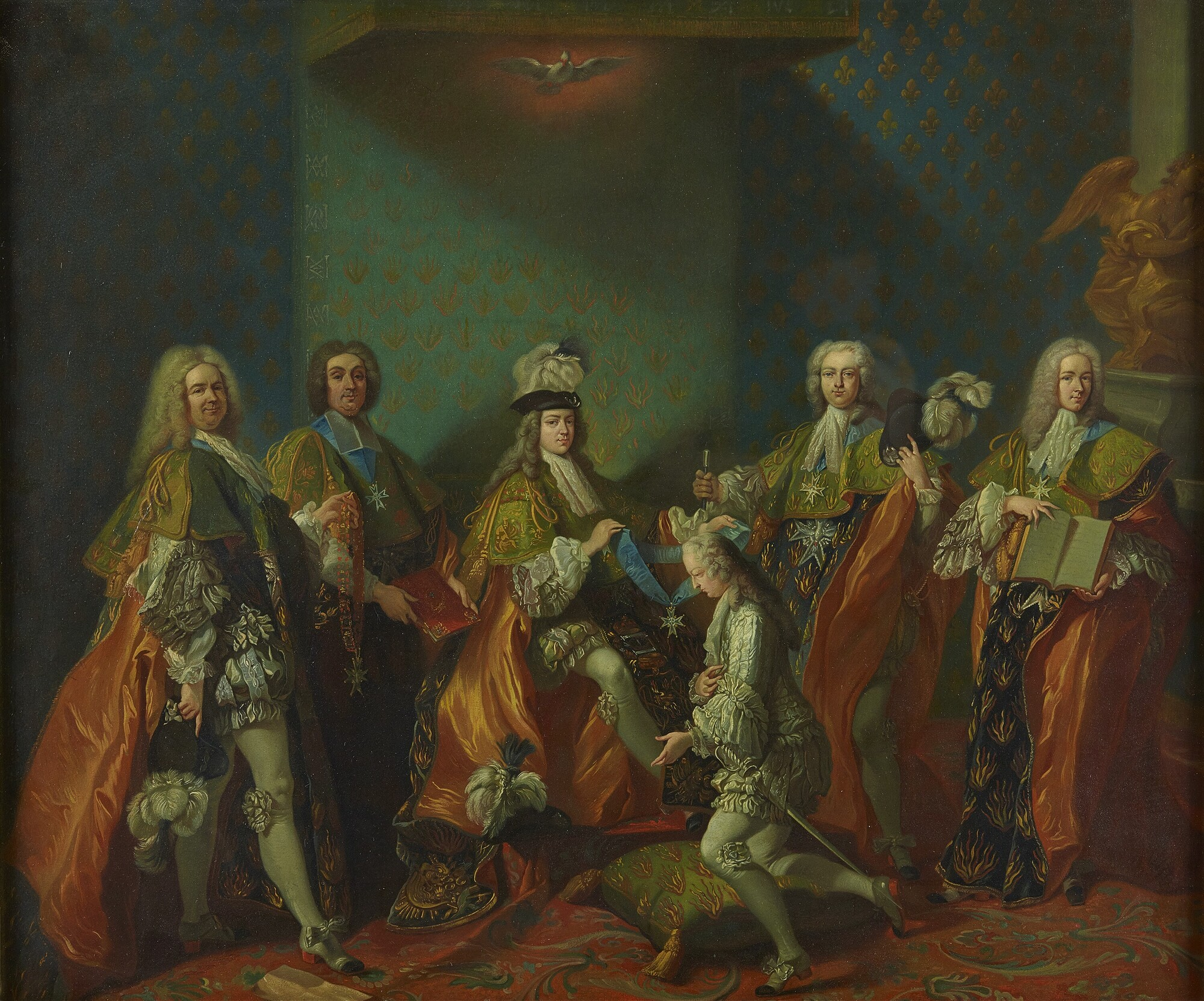
Jean-Baptiste van Loo, remettant le cordon de l'ordre du Saint-Esprit au comte de Clermont dans la chapelle de Versailles, 3 juin 1724, château de Versailles.

### Carrière militaire
Bien qu'entré dans les ordres, il obtient du pape Clément XII, en 1733, l'autorisation de porter les armes. Lieutenant général en 1735, il participe aux campagnes des Pays-Bas. Chargé du commandement de l'armée de Bohême, il est vaincu à la bataille de Krefeld (1758). Il commande l'armée du Rhin en 1758. Après les déboires rencontrés par la France face à Frédéric II de Prusse lors de la guerre de Sept Ans, il élabore des plans de remise en ordre de l'armée.
Il est aussi nommé gouverneur de la Champagne le 19 septembre 1751 en remplacement de Charles de Rohan-Soubise, et porta ce titre jusqu'en 1769, lorsqu'il céda sa charge à son neveu Louis VI Henri de Bourbon-Condé.

### Vie civile
Il est nommé chevalier de l'ordre du Saint-Esprit lors de la promotion du 24 juin 1724.
En 1729, il fonda l’Académie du Petit-Luxembourg, dans l'hôtel du Petit Luxembourg à Paris, où se réunissaient des savants et des artistes comme les architectes Jean Aubert, Germain Boffrand, Jean-Michel Chevotet ou Pierre de Vigny.
En 1733, il devint l'amant de Marie-Anne de Camargo, danseuse de l'Opéra, dont il fit une véritable esclave. Lassée, celle-ci, dit-on, pousse sa condisciple Mlle Élisabeth Claire Leduc dans les bras du prince. Il devient l'amant de cette dernière en 1741.
En 1743, il succède au duc d'Antin à la tête de la franc-maçonnerie française, comme « Grand Maître de toutes les loges régulières de France ». Il garde cette charge pendant près de trente ans. Il fonde le chapitre de Clermont, une loge de hauts grades maçonniques, qui usent de plusieurs hauts grades de l'écossisme et introduit la légende des templiers dans son échelle de grade (Clermont-Rosasches System).
Très cultivé, protégeant les savants et les artistes, il devient membre de l'Académie française en 1753.

« Le personnage est curieux à connaître : prince du sang, abbé, militaire, libertin, amateur de lettres ou du moins académicien, de l'opposition au Parlement, dévot dans ses dernières années, il est un des spécimens les plus frappants, les plus amusants à certains jours, les plus choquants aussi (bien que sans rien d'odieux) des abus et des disparates poussés au scandale sous le régime de bon plaisir et de privilège. »

— Sainte-Beuve Nouveaux lundis tome XI, p.114 Jules Cousin[réf. nécessaire]
Il est l'ami de Madame de Pompadour, dont il portait la cocarde en montant au feu.
Il vivait avec Mlle Élisabeth Claire Leduc au château de Berny à Fresnes, résidence de campagne des abbés de Saint-Germain-des-Prés, et contracte avec elle un mariage secret en 1765. Il en eut deux enfants naturels, l'abbé Leduc (1766-1800), qui porta le titre d'abbé de Vendôme, et une fille (née en 1768). Il lui acheta la seigneurie de Tourvoie à Fresnes à proximité du domaine de Berny. Le château de Tourvoie et le château de Berny étaient reliés par une galerie souterraine.
Mlle Leduc était aussi volage que son amant, mais celui-ci était d'une jalousie féroce. Un jour, plus emporté qu'à l'ordinaire il lui griffa le front avec un canif. Honteux et repentant, il demanda au roi de la faire marquise (de Tourvoie) pour se faire pardonner.
En 1769, il est reçu officiellement dans la Compagnie royale des Pénitents bleus de Toulouse et appose le dernier paraphe sur le manuscrit enluminé appelé Livre des Rois, soit le Livre des Statutz de la Compagnie de St Hierosme avec la Confirmation d'iceux donnés par les Saincts Peres contenant ensemble les noms des Confraires d'icelle, esrigée en l'annee 1575.
Il meurt à Paris le 16 juin 1771, à cinq heures du soir, et est inhumé, selon ses désirs, à Enghien le 19 suivant, son cœur étant déposé à l'église Saint-Paul-Saint-Louis à Paris.

## Titulature et décorations

### Titulature
- 15 juin 1709 - 16 juin 1771 : Son Altesse Sérénissime Louis de Bourbon, comte de Clermont-en-Argonne

### Décoration dynastique française
| Ordre du Saint-Esprit | Chevalier des ordres du Roi (3 juin 1724) |

### Sources et bibliographie
- Honoré Fisquet, La France pontificale (Gallia christiana), archidiocèse de Paris, vol. 2, Paris, E. Repos, 1864-1873, p. 308-309
- Philippe Cachau : Jacques Hardouin-Mansart de Sagonne, dernier des Mansart (1711-1778), thèse d'histoire de l'art, Paris-I, 2004, t. I, p. 406-414 (Clermont) et t. II, p. 1201-1220 (biens de Saint-Germain-des-Prés).

Sainte-Beuve Nouveaux lundis tome XI p. 114 (Jules Cousin)